# جيم برايت
جيم برايت (بالإنجليزية: Jim Bright)‏ هو عالم نفس أسترالي، ولد في 1967.